# Dystrykt Oecusse
Dystrykt Oecusse (Oecussi-Ambeno, tetum Oe-Kusi) – jeden z 13 dystryktów Timoru Wschodniego, stanowiący eksklawę w zachodniej części wyspy, posiadający dostęp do Morza Sawu. Stolicą dystryktu jest Pante Macassar, leżąca 281 km na zachód od stolicy kraju Dili. 
Graniczy jedynie z indonezyjską prowincją Małe Wyspy Sundajskie Wschodnie.